# De grappigste avonturen van Donald Duck
De grappigste avonturen van Donald Duck is een stripreeks over het Disneypersonage Donald Duck. In elk nummer staat het werk van een andere striptekenaar of scenarioschrijver centraal. Deel 1, verschenen in mei 2002, heette nog De spannende reisavonturen van Donald Duck, maar vanaf het tweede deel droeg de serie haar huidige titel. Vaak bevatten de boeken het werk van tekenaars van wie regelmatig werk in het weekblad Donald Duck werd of wordt gepubliceerd. Soms behandelt de reeks ook tekenaars van wie het werk voornamelijk in andere uitgaven staat, zoals de Donald Duck pockets en de Donald Duck Extra. Deel 31 is het eerste deel dat draait om het werk van een scenarioschrijver, Jan Kruse. Deel 45 uit 2014 is het laatste deel van de reeks.
Een groot aantal auteurs die in de reeks centraal worden gesteld komen uit Spanje. Dit komt omdat daar enkele tekenstudio's gevestigd zijn die stripverhalen tekenen voor onder meer de Nederlandse Donald Duck Redactie en de in Denemarken gevestigde uitgeverij Egmont, die beiden een licentie hebben om Disneystrips te produceren. 